# 天生一對 (漫畫)
《天生一對》是日本漫畫家佐野隆創作的日本漫畫作品。於少年畫報社漫畫雜誌《YOUNG KING》1997年至2010年上進行連載。單行本全33卷。作品長期連載達13年，期間作品描寫了季節與時代變化，而在人物年齡描寫上卻沒特別著重。如同佐野老師在一系列作品中的一貫風格，本作亦帶有些微情色內容。
已改編成1999年的電視動畫與2009年的真人電影。

## 故事簡介
故事圍繞於佐次京介和小泉明周遭的戀愛喜劇。帶有輕微的成人作品風格，是本作品特色之一。內容也諸多描寫出作者經歷的時代變遷。

## 登場人物
佐次京介（配音員：涩谷茂）
本作男主角。小泉的同級生。自稱：小泉的男朋友，小泉從未公開承認。臉總是貼得比腰還底的動作完全像是個色狼。但是性格是個不錯的人，所以女人緣、交友關係都還不錯。梅宮的青梅竹馬。第一次是給了小泉，而結束處男。
小泉明（配音員：荒木香恵）
本作女主角。国府館高校2年3班。是個充滿謎團圍繞的美少女。表面上總是制止佐次的求愛行為，實際上是個非喜歡他的純情少女。第一次是給了佐次，而結束處女。
甘糟真希（配音員：半場友恵）
小泉的友人。是個開朗活潑的少女，身材也很好。後來跟佐次的朋友桑原進，兩人交往。
蟻賀瀬涼子（配音員：古山あゆみ）
小泉的友人。是個身體還是精神上都非常成熟的女性。目前和大学生的此江交往中。
桑原進（配音員：田邊真悟）
佐次的友人。是個會給怪主意的人。目前童貞，對甘糟足交有一定喜好。故事中期與甘糟開始交往。
浦和克典（配音員：ねずみ）
佐次的友人。帶著眼鏡的少年。目前與年紀比自己大的大學女友遠距離戀愛中。
櫻井兼人（配音員：後藤邑子）
女裝少年。一眼看起就是女生的美少年。喜歡佐次，但佐次只把他當作重要的後輩而已。背比小泉矮。同學年的學生對於他的女裝評價非常的好。故事後期和空豆相戀。
梅宮悠樹（配音員：山田美穂）
佐次的青梅竹馬。從以前到現在都還喜歡佐次。佐次和小泉H的事情從小泉那聽到的最初的人。之後因明白佐次心裡只有小泉。現在和黒木楓交往中。身材高挑、巨乳的條件因而和永盛由花菜成為同個事務所所属的偶像。
黒木美紗（配音員：笠井律子）
小泉的老朋友。女同志。楓的妹妹。和小泉讀的不同，是讀女子學校。喜歡小泉。故事後期決定跟母親去美國留學，並與佐次做賭上小泉的勝負，目的在於試探佐次，之後區別對小泉的感情後踏上旅程。
黒木楓
黒木美紗的雙胞胎哥哥。小泉的母親是兄妹倆的乳母，小泉自己和他們是乳兄妹的事情本人完全不知道。
安西圓
佐次和梅宮小学生時代的同級生、佐次的初戀對象。稱呼佐次為京介。小学生時轉學、為了佐次轉入國府館高校。與初恋對象再相見讓佐次感到猶豫不決。
此江 真太郎
蟻賀瀬的戀人。大學生。因為是個非常弱氣且溫柔的人，導致佐次們以及周圍的人都認為是蟻賀瀬的下僕般強烈的抖M形象。實際上是個會引起蟻賀瀬的母性本能的人。
黒木智史
42歳。楓和美紗的父親。
麻宮
黒木室長的部下。是身材姣好的溫柔大姊。曾因為要保護小泉進而與小泉同居一段時日。
永盛由花菜
和梅宮同個事務所的巨乳偶像。
空豆龍虎
轉學生。
父親從小把她當男孩養大。登場入校時是以男裝出場。実際上是個非常有魅力身材姣好的美少女。擅長格闘相關技術。和櫻井十分友好，後期兩人相戀。
瀬波真
小泉在新潟時代以前的朋友。極厭惡男性的女同志對小泉有超越友情以上的感情。
小泉淚
已故。明的母親。新潟県出身。臉和明很相像，只有一點和明不同那就是淚是個身材姣好的巨乳美女。27歳時死去。
祝迫由姫
2年3班班導。25歳。帶著眼鏡的女性。佐次都稱呼她為「小由姬（由姫ちゃん）」。
唐澤先生
桜井的班導。負責科目是保健体育。對櫻井一見鍾情的男性教師。有從佐次那收購櫻井的寫真照片記錄。
甘糟美貴
甘糟的姊姊。愛浜署的女刑警。爆乳美女。在刑事篇登場。
櫻田門玲
愛浜署的女警。

## 出版書籍
| 冊數 | 少年畫報社     | 少年畫報社             | 東立出版社     | 東立出版社             |
| 冊數 | 發售日期       | ISBN                   | 發售日期       | ISBN                   |
| ---- | -------------- | ---------------------- | -------------- | ---------------------- |
| 1    | 1997年9月15日  | ISBN 978-4-7859-1590-0 | 2000年1月15日  | ISBN 957-34-8622-9     |
| 2    | 1998年2月15日  | ISBN 978-4-7859-1816-0 | 2000年9月25日  | ISBN 957-34-8623-7     |
| 3    | 1998年8月1日   | ISBN 978-4-7859-1848-9 | 2001年9月8日   | ISBN 957-69-9035-1     |
| 4    | 1998年12月15日 | ISBN 978-4-7859-1879-9 | 2002年10月19日 | ISBN 957-69-9036-X     |
| 5    | 1999年3月15日  | ISBN 978-4-7859-1893-4 | 2002年11月7日  | ISBN 986-11-0610-3     |
| 6    | 1999年8月15日  | ISBN 978-4-7859-1926-4 | 2003年1月18日  | ISBN 986-11-1273-1     |
| 7    | 2000年3月1日   | ISBN 978-4-7859-1967-1 | 2003年3月3日   | ISBN 986-11-1342-8     |
| 8    | 2000年6月15日  | ISBN 978-4-7859-1992-2 | 2003年4月10日  | ISBN 986-11-1533-1     |
| 9    | 2000年10月15日 | ISBN 978-4-7859-2027-0 | 2003年7月3日   | ISBN 986-11-1752-0     |
| 10   | 2001年5月15日  | ISBN 978-4-7859-2073-4 | 2003年11月12日 | ISBN 986-11-1966-3     |
| 11   | 2001年11月15日 | ISBN 978-4-7859-2132-3 | 2003年12月20日 | ISBN 986-11-2196-X     |
| 12   | 2002年3月15日  | ISBN 978-4-7859-2161-7 | 2004年4月17日  | ISBN 986-11-3034-9     |
| 13   | 2002年7月15日  | ISBN 978-4-7859-2196-X | 2004年6月19日  | ISBN 986-11-3266-X     |
| 14   | 2003年2月1日   | ISBN 978-4-7859-2264-8 | 2004年10月8日  | ISBN 986-11-3952-4     |
| 15   | 2003年6月15日  | ISBN 978-4-7859-2308-3 | 2005年4月11日  | ISBN 986-11-4406-4     |
| 16   | 2004年1月1日   | ISBN 978-4-7859-2376-8 | 2005年12月16日 | ISBN 986-11-7007-3     |
| 17   | 2004年5月15日  | ISBN 978-4-7859-2411-X | 2006年1月2日   | ISBN 986-11-7008-1     |
| 18   | 2004年10月15日 | ISBN 978-4-7859-2463-2 | 2006年4月19日  | ISBN 986-11-7009-X     |
| 19   | 2005年2月15日  | ISBN 978-4-7859-2503-5 | 2006年5月2日   | ISBN 986-11-7010-3     |
| 20   | 2005年5月15日  | ISBN 978-4-7859-2525-6 | 2006年5月22日  | ISBN 986-11-7011-1     |
| 21   | 2005年9月1日   | ISBN 978-4-7859-2559-X | 2006年6月5日   | ISBN 986-11-7965-8     |
| 22   | 2006年2月1日   | ISBN 978-4-7859-2596-5 | 2006年7月17日  | ISBN 986-11-7966-6     |
| 23   | 2006年7月15日  | ISBN 978-4-7859-2650-3 | 2006年12月6日  | ISBN 986-11-8715-4     |
| 24   | 2006年12月31日 | ISBN 978-4-7859-2726-7 | 2007年3月22日  | ISBN 978-986-11-9469-1 |
| 25   | 2007年6月15日  | ISBN 978-4-7859-2776-9 | 2007年10月22日 | ISBN 978-986-10-0109-8 |
| 26   | 2007年11月1日  | ISBN 978-4-7859-2855-1 | 2008年1月8日   | ISBN 978-986-10-0745-8 |
| 27   | 2008年4月1日   | ISBN 978-4-7859-2919-0 | 2008年7月14日  | ISBN 978-986-10-1517-0 |
| 28   | 2008年9月24日  | ISBN 978-4-7859-3021-9 | 2008年12月16日 | ISBN 978-986-10-2546-9 |
| 29   | 2009年3月5日   | ISBN 978-4-7859-3110-0 | 2009年6月4日   | ISBN 978-986-10-3341-9 |
| 30   | 2009年9月7日   | ISBN 978-4-7859-3215-2 | 2010年1月6日   | ISBN 978-986-10-4305-0 |
| 31   | 2010年1月7日   | ISBN 978-4-7859-3283-1 | 2010年5月18日  | ISBN 978-986-10-4983-0 |
| 32   | 2010年3月5日   | ISBN 978-4-7859-3320-3 | 2010年6月10日  | ISBN 978-986-10-5292-2 |
| 33   | 2010年9月15日  | ISBN 978-4-7859-3459-0 | 2011年1月10日  | ISBN 978-986-10-6467-3 |

刑事篇
| 冊數 | 少年畫報社     | 少年畫報社         |
| 冊數 | 發售日期       | ISBN               |
| ---- | -------------- | ------------------ |
| 1    | 2000年1月15日  | ISBN 4-7859-1959-0 |
| 2    | 2000年12月1日  | ISBN 4-7859-2033-5 |
| 3    | 2001年7月15日  | ISBN 4-7859-2092-0 |
| 4    | 2002年5月15日  | ISBN 4-7859-2175-7 |
| 5    | 2002年12月1日  | ISBN 4-7859-2245-1 |
| 6    | 2003年8月15日  | ISBN 4-7859-2327-X |
| 7    | 2004年2月15日  | ISBN 4-7859-2386-5 |
| 8    | 2004年12月15日 | ISBN 4-7859-2481-0 |
| 9    | 2006年6月1日   | ISBN 4-7859-2636-8 |

### 番外篇
- 社會人篇

《月刊YOUNG KING》2010年1月號刊登的番外作品。小企業營業部的佐次和一流企業職業女強人的小泉成為大人後二人的番外小故事。

## 動畫
1999年2月2日到2月26日由TBS放映的深夜動畫。全16話。播放期間OP映像、主題曲皆由木村由姫擔當演出，其中內容一部份有挪為PV使用。

### 制作人员
- 导演：山口武志
- 剧本：我妻正義、鴨義信
- 人物設定：大木良一
- 美術監督：廣瀬義憲
- 撮影監督：安津畑隆
- 編集：関一彦
- 音乐：MOKA
- 音响監督：田中一也
- 製作人：福良啓
- 動畫制作：J.C.STAFF
- 製作协助：
- 製作：TBS

### 主題曲
片头主题曲「Fall in YOU」
作詞：麻倉真琴 ，作曲、編曲：浅倉大介，演唱：木村由姫

### 各畫標題
| 話數 | 日文標題 | 中文標題                          | 分鏡         | 演出             | 作畫監督       |
| ---- | -------- | --------------------------------- | ------------ | ---------------- | -------------- |
| 1    |          | SOS！愛麗絲在涉谷                 | 山口武志     | 山口武志         | 大木良一       |
| 2    |          |                                   | 山口武志     | 山口武志         | 大木良一       |
| 3    |          |                                   | 山口武志     | 山口武志         | 大木良一       |
| 4    |          | 至少在床...                       | 山口武志     | 山口武志         | 大木良一       |
| 5    |          | 危險戀人? 親吻突襲                | 井硲清高     | 井硲清高         | 杉本功         |
| 6    |          | 吹走補考吧！內褲也說不定也會吹走? | 井硲清高     | 井硲清高         | 杉本功         |
| 7    |          | 絕交！刺刺攻擊...刺?              | 井硲清高     | 井硲清高         | すみし・あれん |
| 8    |          | 甜蜜·愛·情人節·特別               | 井硲清高     | 井硲清高         | 前田一雪       |
| 9    |          | 出擊！小泉明的萌到不行之夜        | 松下ヒロユキ | 横山広行         | 笠原彰         |
| 10   |          | 大家的偶像，櫻井君♥碰             | 近藤信宏     | 横山広行         | 笠原彰         |
| 11   |          | 被盧最高～！貓印刷之夜            | 日下政和     | 横山広行         | 服部憲知       |
| 12   |          | 睡衣派對 飛向宇宙！！             | 井硲清高     | 横山広行         | 服部憲知       |
| 13   |          | 鹹濕偵探，甘糟物語                | 岡本英樹     | ながはまのりひこ | 高鉾誠         |
| 14   |          | 呼喵呼喵 來自未知的挑戰           | 岡本英樹     | ながはまのりひこ | 高鉾誠         |
| 15   |          | 史上最大的誘惑♥小泉在哪裡～?      | 岡本英樹     | ながはまのりひこ | 高鉾誠         |
| 16   |          | 最終回 獻花給天生一對             | 岡本英樹     | ながはまのりひこ | 高鉾誠         |

## 電影
2009年10月2日上映，2009年12月25日DVD販售

### 工作人员
製作：山田浩貴
監督、脚本：奥渉
製作、宣傳：

### 演出
小泉明：京本有加
佐次京介：吉田貴幸
甘糟真希：里久鳴祐果
蟻賀瀬涼子：大江朝美
梅宮悠樹：相多愛
黒木美紗：月見栞
中年變態大叔：鳥肌実（特別出演）

## 外部連結
- http://iketeru2.com/（页面存档备份，存于）